# Piper haughtii
Piper haughtii är en pepparväxtart som beskrevs av Trel. & Yunck.. Piper haughtii ingår i släktet Piper och familjen pepparväxter. Inga underarter finns listade i Catalogue of Life.